# Волковський Анатолій Пилипович
Анатолій Пилипович Волковський — український політик.
Колишній народний депутат України.

## Життєпис
Народився 11 жовтня 1938 року (м. Новомосковськ, Дніпропетровська область).

### Освіта
1954—1958 роки — учень Дніпропетровського будівельного технікуму; майстер.
1958—1962 роки — служба в армії.
Дніпропетровський державний університет (1980), «Планування промисловості».

### Кар'єра
1962—1991 роки — в будівельних організаціях, облвиконкомі, системі Держпостачу УРСР, Мінпобуту УРСР.
1991—1993 роки — заступник Міністра економіки України; заступник Міністра матеріальних ресурсів України.
02.1993-05.1994 року — перший заступник Голови, 
09.1994-02.1995 року — заступник Голови Державного комітету України з матеріальних ресурсів.
До серпня 1995 року — голова правління Державної акціонерної компанії «Укрресурси».
З 1995 року — віце-президент Міжнародного фонду «Ділова діаспора України».
З 1996 року — віце-президент, перший віце-президент, президент ЗАТ "Торговельно-енергетична компанія «Ітера-Україна», м. Київ.
До травня 2000 року — голова спостережної ради Української державної акціонерної холдингової компанії «Укрпапір».
Народний депутат України 3-го скликання з березня 1998 до квітня 2002 року від СДПУ(О), № 13 в списку. На час виборів: президент торговельно-енергетичної компанії «Ітера-Україна» (м. Київ), член СДПУ(О). 
Член фракції СДПУ(О) (з травня 1998 року). 
Член Комітету з питань паливно-енергетичного комплексу, ядерної політики та ядерної безпеки (з липня 1998 року).
Член СДПУ(О) (з 1997); член Політбюро СДПУ(О) (12.1998-03.2003), член Політради СДПУ(О) (1998-03.2003).

## Нагороди
- Орден «Знак Пошани».
- Орден «За заслуги» III ст. (10.1998).
- Орден «Князь святий Володимир» III ст. (08.2000).